# Mellrichstadt
Mellrichstadt és una ciutat del districte de Rhön-Grabfeld, a Baviera (Alemanya). Es troba a 17 km al sud-oest de Meiningen, i a 13 km al nord-est de Bad Neustadt. S'hi inclouen les següents entitats poblacionals: Bahra, Eußenhausen, Frickenhausen, Mühlfeld, Sondheim im Grabfeld i Roßrieth.
El 2013 tenia 5.567 habitants.
El poble apareix a l'obra de John Douglas-Gray 'The Novak Legacy' ISBN 978-0-7552-1321-4